# 유문 (초회왕)
초회왕 유문(楚懷王 劉文, ? ~ 기원전 24년) 혹 유방(劉芳)은 중국 전한의 황족 · 제후왕으로 초왕이며, 전한 선제의 손자며 초효왕 유오의 아들이다.
하평 4년(기원전 25년)에 아버지가 죽자 그 뒤를 이어 초왕이 되었고, 재위 1년 만인 양삭 원년(기원전 24년)에 죽었다. 아들이 없어서 봉국은 일시적으로 폐지되었고, 이듬해에 아우 유연이 계승했다.